# Walter Hartenbach
Walter Hartenbach (* 12. Juli 1914 in Wiesbaden; † 18. Juni 2012) war ein deutscher Chirurg und Autor pseudowissenschaftlicher Bücher.

## Werdegang
Nach seiner Habilitation 1952 war Hartenbach als Privatdozent Oberarzt an der Chirurgischen Universitätsklinik München. 1959 wurde er apl. Professor an der Ludwig-Maximilians-Universität München. 1964 wurde er Chefarzt der chirurgischen Abteilung der Dr.-Horst-Schmidt-Kliniken in Wiesbaden. Diese Tätigkeit übte er fast 20 Jahre aus. Seine Arbeitsgebiete waren unter anderem das Cushing-Syndrom, Verbrennungen und Karzinome.
Mildred Scheel war Doktorandin von Hartenbach.
Neben seiner Tätigkeit als Chirurg beschäftigte sich Hartenbach noch mit anderen Bereichen des medizinischen Umfeldes. So begann er 1980 mit der Auswertung von tausenden von Bildern straffälliger Personen und analysierte dabei die Ohrenstrukturen. 1993 veröffentlichte er darüber ein sehr umstrittenes, pseudowissenschaftliches Buch über seine „Methodischen Charakteranalysen anhand der Ohrstrukturen“. Er behauptete darin, dass die Ohrformen die wichtigsten Wesenszüge eines Menschen verraten würden. Im gleichen Jahr kam sein ebenfalls sehr umstrittener „Gesundheitsfahrplan“ auf den Markt.
2002 veröffentlichte der inzwischen 88-jährige Hartenbach das ebenfalls sehr kontrovers aufgenommene Buch Die Cholesterin-Lüge. Die darin aufgestellten Behauptungen wurden in der Folgezeit kritisiert. In diesem Buch stellte Hartenbach unter anderem die These auf, dass zwischen Rauchen und Krebs kein Zusammenhang bestehe.

## Publikationen (Auswahl)
- Vorschläge zur Reform am medizinischen Teil des Gesetzes zur Bekämpfung der Geschlechtskrankheiten vom 18. Februar 1927. Nolte, Düsseldorf 1940 (Dissertation, Universität München, 1940).
- Entwicklung und praktische Bedeutung der Penicilline. Müller & Steinicke, München 1949.
- Zur Behandlung des Sudeckschen Syndroms mit Padutin. In: Deutsche medizinische Wochenschrift. 22, 1950, S. 751.
- mit Emil Karl Frey und F. Schultz: Depot-Padutin und seine therapeutische Verwendbarkeit. In: Münchener Medizinische Wochenschrift. Band 95, Nr. 1, 2. Januar 1953, S. 11–15.
- Eingriffe an der Kardia. Schwierigkeiten und Gefahren und deren Behebung. Mit einem Geleitwort von Rudolf Zenker. Enke, Stuttgart 1963.
- mit Friedrich Wilhelm Ahnefeld: Verbrennungs-Fibel. Mit einem Geleitwort von Heinrich Bürkle de la Camp. Thieme, Stuttgart 1967.
- Was Ohren verraten. Begabung, Chancen, Genialität. Herbig, München 1992, ISBN 3-7766-1720-9.
- Gesundheitsfahrplan. Kein Krebs durch Rauchen. Keine Arterienverkalkung durch Cholesterin. Hormone steuern alle Lebensfunktionen. Depressionen beherrschbar. Osteoporose heilbar. Herbig, München 1993, ISBN 3-776-61809-4
- Cholesterin – wertvollster Baustein des Lebens. Frieling & Huffmann, Berlin 1999, ISBN 3-828-00990-5.
- Die Cholesterin-Lüge. Das Märchen vom bösen Cholesterin. Herbig, München 2002; 31. Auflage 2011, ISBN 978-3-7766-2277-5
- unter dem Pseudonym "Karl Lange" 1987 bei universitas (Herbert Fleissner) München autobiographisch: Die Klinik – was Patienten nicht wissen, zitiert in der Erstauflage des "Handbuch(s) Arztrecht" von Laufs/Uhlenbruck.